# Nikolaus I. (Ebrach)
Nikolaus I. († 1271) war von 1262 bis zu seiner Resignation 1271 Abt des Zisterzienserklosters in Ebrach.

## Leben
Über das Leben des Abtes Nikolaus ist nur sehr wenig bekannt. Er wurde wohl zu Beginn des 13. Jahrhunderts im fränkischen Raum geboren. Die Eltern des späteren Abtes sind in den Quellen nicht erwähnt, auch etwaige Geschwister sind unbekannt. Nikolaus I. wurde erstmals 1269 als Abt von Ebrach überliefert, er ist aber wahrscheinlich schon seit 1262 Prälat des Klosters gewesen. 1269 erwarb er von Eberhard von Tunnefeld mehrere Güter. Ein Jahr zuvor hatte er Güter von Eberhard von Schaumberg erhalten. Nikolaus resignierte 1271 und starb noch im selben Jahr.